# Tirà terrestre cellut
El tirà terrestre cellut (Muscisaxicola alpinus) és un ocell de la família dels tirànids (Tyrannidae).

## Hàbitat i distribució
Habita praderies dels Andes de Colòmbia i nord de l'Equador; Perú i oest de Bolívia.